# Produkty gotowe
Produkty gotowe, produkty finalne, produkty końcowe – własne produkty przedsiębiorstwa, których technologiczny proces wytwórczy został zakończony i zostały przekazane zamawiającemu do odbioru (usługi), bądź zostały przekazane do magazynu lub bezpośrednio do odbiorcy (wyroby gotowe). Produkty gotowe przeznaczone są do sprzedaży i nie podlegają dalszemu przetworzeniu. Są to jednocześnie prace i usługi odpisane w momencie wytworzenia w ciężar kosztu własnego, lecz jeszcze nie sprzedane do końca okresu sprawozdawczego.